# Tetracianometà
El tetracianometà o tetracianur de carboni és un nitrur de carboni molecular de percianoalcà amb fórmula C(CN)4. L'estructura es pot considerar metà amb tots els àtoms d'hidrogen substituïts per grups cianur. Va ser fet per primera vegada per Erwin Mayer el 1969.

## Propietats
El tetracianometà és un sòlid a temperatura ambient. Es descompon a més de 160 °C sense arribar a fondre, i encara que pot estar en un vapor diluït, no es coneix cap forma líquida.
Les molècules de tetracianometà tenen una simetria tetraèdrica. La molècula té una distància C-C d'1,484 Å i una distància C-N d'1,161 Å en forma de gas. En el sòlid, l'enllaç C≡N s'escurça fins a 1,147 Å. L'enllaç C-C té una constant de força de 4,86 × 105 dyn/cm que és lleugerament més gran que l'enllaç C-Cl en el tetraclorur de carboni, però una mica més feble que en l'ió tricianometanur. A pressions superiors a 7 GPa, el tetracianometà comença a polimeritzar per formar un sòlid de xarxa covalent desorganitzat. A més pressió, el color és groc i s'enfosquirà a negre. Més de 20 GPa la polimerització és total.

## Producció
El tetracianometà es pot fer fent reaccionar el clorur de cianogen amb el tricianometanur d'argent.
ClCN + AgC(CN)₃ → C(CN)4 + AgCl

## Reaccions
En una solució àcida en aigua, el tetracianometà s'hidrolitza per produir ions tricianometanid i amoni juntament amb diòxid de carboni. En solucions alcalines es produeixen ions tricianometanid i cianat.